# Emulsja
Emulsja – dwufazowy układ dyspersyjny dwóch niemieszających się wzajemnie cieczy, polarnej i niepolarnej. Jest to układ termodynamicznie nietrwały. Kinetycznie trwałe emulsje można jedynie otrzymać w obecności emulgatora. Emulsja jest szczególnym przypadkiem układu koloidalnego.
W mniej ścisłym sensie, zwłaszcza w inżynierii chemicznej, za emulsję uważa się każdą zawiesinę jednej cieczy w drugiej, niezależnie od tego czy występują w niej micele, natomiast nie uważa się za emulsję mieszanin gazów i ciał stałych w cieczy, nawet jeśli w powstałym układzie istnieją micele.
Zazwyczaj zawiesiny, w których nie występują micele, są bardzo nietrwałe i ulegają łatwej sedymentacji. Niektóre kombinacje dwóch związków chemicznych tworzą trwałe emulsje w sposób spontaniczny, podczas odpowiednio intensywnego ich mieszania. Na ogół jednak do powstania trwałej emulsji niezbędny jest trzeci związek chemiczny, zwany emulgatorem, który stabilizuje powstające micele.

## Podział

Przykład emulsji prostych typu olej–woda i woda–olej

Podziału emulsji można dokonać ze względu na:
- charakter chemiczny faz
- rozmiar kropli fazy wewnętrznej
- stabilność emulsji
- trwałość emulsji.

Przyjmując za kryterium podziału charakter chemiczny, emulsje możemy podzielić na:
- proste
- podwójne
- wielokrotne.

Zgodnie z regułą Bancrofta, rodzaj emulsji, jaka utworzy się w danym układzie, zależy od emulgatora. Gdy emulgatorami są surfaktanty, które lepiej rozpuszczają się w wodzie, to utworzy się emulsja typu o–w (emulsja oleju w wodzie), natomiast gdy emulgator jest lepiej rozpuszczalny w oleju, utworzy się emulsja typu w–o (emulsja wody w oleju). Emulsje podwójne to takie, w których faza wewnętrzna (np. olej) zawiera w sobie kropelki fazy zewnętrznej (np. wody). W tym przypadku można mówić o emulsjach typu o–w–o lub w–o–w. Emulsje wielokrotne są krotnościami emulsji prostych i podwójnych, na przykład w–o–w–o.
Ze względu na rozmiar kropli fazy wewnętrznej emulsje można podzielić na:
- makroemulsje, o wielkości kropel od 200 do 500 nm
- mikroemulsje, o wielkości kropel od 10 do 200 nm.

Przy podziale ze względu na wielkość kropel fazy wewnętrznej należy również brać pod uwagę trwałość termodynamiczną emulsji, która określa stan, w którym stabilność ich właściwości fizycznych jest niezmienna w czasie i po nieskończenie długim okresie układ emulsyjny ma minimalną energię swobodną. Makroemulsje nie są układami trwałymi w sensie termodynamicznym, ponieważ nie znajdują się w stanie o możliwie najmniejszej energii swobodnej.
Biorąc pod stabilność emulsji jako kryterium podziału, emulsje możemy podzielić na:
- emulsje ścisłe
- emulsje luźne.

Emulsje ścisłe posiadają małe, blisko siebie położone krople, które trudno rozbić, w przeciwieństwie do emulsji luźnych posiadających duże, oddalone od siebie krople.
W emulsjach rozcieńczonych zawartość fazy zdyspergowanej nie przekracza 1% objętości. Cząstki fazy rozproszonej przyjmują kształt kuli. W emulsjach bardzo stężonych zawartość fazy zdyspergowanej przekracza 74% objętości. Faza rozproszona przybiera wtedy kształt nieregularnych wielościanów oddzielonych fazą ciągłą, a na granicy faz znajduje się monowarstwa emulgatora o grubości od 2 do 5 nm.

## Charakterystyka emulsji

### Właściwości optyczne
Na przezroczystość emulsji wpływ mają następujące czynniki:
- właściwości składników fazy
- stosunek objętości faz (im większy, tym emulsja mniej przezroczysta)
- wielkość cząstek fazy rozproszonej.

Większość emulsji jest optycznie nieprzezroczysta, chociaż obie ich fazy składowe mogą być bezbarwne i przezroczyste. Nieprzezroczystość emulsji wynika z różnic w wartościach współczynnika załamania światła składników fazy ciągłej i dyspersyjnej, z czego wynika, że im większa różnica między wartościami współczynników, tym emulsja jest mniej przezroczysta. Możliwe jest takie dobranie składników emulsji, aby była ona przezroczysta. Gdy oba składniki mają w przybliżeniu równe współczynniki załamania światła, a różnią się zdolnością rozpraszania wtedy można zaobserwować efekt Christiansena.
W emulsjach można zaobserwować również efekt Tyndalla, polegający na rozpraszaniu światła przez drobne cząstki zawieszone w ośrodku mętnym (kurz w powietrzu, mgła, mleko). Dzięki występowaniu tego efektu powstała nefelometryczna metoda badania układów koloidalnych.

### Właściwości elektryczne
Na powierzchni kropelek emulsji znajduje się pewien ładunek elektryczny, który zasadniczo warunkuje stabilność emulsji. Liczba zaadsorbowanych jonów na powierzchni kropli jest proporcjonalna do jej powierzchni, co oznacza, że ze wzrostem wielkości kropel emulsji zmniejsza się odpychanie pomiędzy ładunkami powierzchniowymi. Dla kropel o wielkości 500 nm i większych do zapewnienia stabilności emulsji wymagane jest użycie emulgatorów chroniących przed koalescencją.
Duży wpływ na ładunek cząstek fazy rozproszonej ma przenikalność dielektryczna faz składowych emulsji. Cząstki fazy rozproszonej ładują się dodatnio, gdy faza rozproszona ma przenikalność wyższą niż faza ciągła. W takim przypadku krople wody w emulsjach typu w–o posiadałyby ładunek dodatni, natomiast kropelki fazy olejowej w emulsjach o–w ładunek ujemny.

## Otrzymywanie
Do otrzymywania emulsji stosuje się głównie następujące metody:
- metody oparte na mechanicznym mieszaniu, wstrząsaniu, homogenizowaniu oraz stosowaniu ultradźwięków
- metoda odwróconych faz – dla emulsji o wysokim stężeniu faza zewnętrzna jest w postaci cienkich filmów, które w odpowiednich warunkach można rozbić, a kroplę fazy wewnętrznej ulegną koalescencji, tworząc fazę ciągłą
- metodę kondensacyjną
- emulgację elektryczną
- reakcje chemiczne, kombinacje z rozpuszczalnikami.

Najważniejszym i najczęściej stosowanym sposobem w przemyśle jest otrzymywanie emulsji na drodze mieszania i wstrząsania. Jednym z czynników określających wydajność mechanicznego mieszania jest liczba Webera:
{\displaystyle We={\frac {\eta Gr}{\gamma }},}
gdzie:
{\displaystyle \eta } – lepkość,
{\displaystyle G} – gradient stężeń,
{\displaystyle r} – promień kropli,
{\displaystyle \gamma } – napięcie powierzchniowe.
Gdy {\displaystyle We} jest większe od 1, następuje zanikanie kropli.

## Stabilność i procesy destabilizacji emulsji
Emulsje – będące układami termodynamicznie niestabilnymi – wraz z czasem podlegają proces rozdzielania faz. Separacja faz jest końcowym efektem niestabilności emulsji, do której może dochodzić nawet latami, zależnie od mechanizmu destabilizacji. Wśród procesów destabilizacji emulsji wyróżniane są: śmietankowanie, flokulacja, sedymentacja, inwersja faz, koalescencja oraz oswaldowskie dojrzewanie emulsji.
 Osobny artykuł: Procesy starzenia emulsji

## Przykłady
Przykładami emulsji są: wszelkie produkty mleczne zawierające tłuszcz (np. śmietana), majonez, kremy kosmetyczne i maści oraz różnego rodzaju roztwory białek.